# پردازنده شبکه‌ای ان‌پی ۲
عنوان مقاله

## چکیده
اینتل یک کارخانهٔ تولیدکنندهٔ سخت‌افزار در کالیفرنیا که در سال ۱۹۶۸ توسط رابرت نویس و گوردن مور تأسیس شد. عمدهٔ محصولات این شرکت در زمینهٔ مدارهای الکتریکی و پردازنده‌های رایانه می‌باشد. اینتل در دهه ۱۹۷۰ یکی از قویترین تراشه‌های خود را عرضه کرد، و شرکت آی بی ام هم ریزپردازنده ۸۰۸۸ را برای کامپیوتر شخصی خود انتخاب کرد. از سال ۲۰۰۰ به بعد تقریباً ۷۵٪ کامپیوترهای خانگی از پردازنده‌های اینتل استفاده می‌کنند. مهم‌ترین رقیب این شرکت شرکت ای ام دی است و عمده‌ترین محصولات اینتل عبارت‌اند از «پنتیوم Xeon» (برای سرورها) و «Core 2 Duo" <quad core>و اینتل اتم برای رایانه‌های کوچک و کم مصرف می‌می‌باشد و جدیدترین محصولش پردازندهٔ شش هسته‌ای «Core i7 980x» است. شرکت EZ-Chip یک شرکت فعال در زمینه تولید پردازنده‌های شبکه‌ای است. پردازنده‌های تولید شده توسط این شرکت به منظور استفاده برای شبکه‌هایی مانند اترنت است. پردازنده‌هایی شبکه‌ای تولید شده توسط EZ-Chip عملیاتی چون پردازش بسته‌ها، طبقه‌بندی موتورهای جستجو، مدیریت ترافیک، لود جانبی اعمال تکراری در یک چیپ واحد و OAM را که اختصار کلمات Operation, Administration و Management است، در یک چیپ فراهم می‌کند. توان عملیاتی که پردازنده‌های شرکت EZ-Chip فراهم می‌کند در محدوده ۱ تا ۲۰۰ گیگابیت بر ثانیه متفاوت می‌باشد. پردازنده‌های این شبکه، دارای انعطاف بسیار بالایی جهت پردازش بسته‌ها بوده همچنین دارای امکانات مدیریت ترافیک به صورت کامل هستند، این ویژگی سبب می‌شود تا بتوان از پردازنده‌های شرکت در طیف گسترده‌ای از کاربردها و سرویس‌ها به منظور مسیریابی توسط سوئیچ‌ها و روترها بهره برد.

## مقدمه
پردازنده Np-2 یک جهش عظیم در تکنولوژی پردازنده شبکه محسوب می‌شود. این پردازنده از خانواده نسل سوم پردازنده‌های شبکه شرکت سازنده EZCHIP با بالاترین یکپارچه‌سازی می‌باشد. پردازنده NP-2 یک پردازنده فوق‌العاده انعطاف‌پذیر می‌باشد و برای تمامی وظایف و عملیات شبکه‌ای برنامه‌ریزی شده‌است، داشتن این خصوصیت بدان معناست که پردازنده مذکور برای کاربردهای مختلف شبکه‌ای قابل استفاده می‌باشد، از طرفی این پردازنده در کنار بهره‌گیری از مزیت انعطاف‌پذیری سرعتی معادل با پردازنده‌های اختصاصی یعنی ASIC را فراهم می‌کند، بنابراین پردازنده NP-2 کارایی قابل قبولی نیز ارائه می‌کند. شرکت سازنده، جزئیات خانواده NP-2 را این چنین آشکار ساخته‌است که خانواده NP-2 شامل دو مدل NP-2s, NP-2e می‌باشد. NP-2e و NP-2s در Q4 سال ۲۰۰۴ نمونه برداری شدند و در سال ۲۰۰۵ به تولید رسیدند. اولین تراشه برای برنامه کاربردی با سرعت پردازش مضاعف 10 Gbps، پردازنده NP-2 می‌باشد. پردازنده ایی یکپارچه از خانواده ۱۰ گیگابیت و پردازش full-duplex در یک تراشه واحد می‌باشد. NP-2 قابلیت مدیریت ترافیک وسیع بر روی مسیرهای ورودی و خروجی از طریق مکانیزم صف بندی full-duplex را ارائه می‌کندکه این مکانیزم، صف بندی فریم و زمابندی سلسله مراتبی ترافیک بر روی همه واسط‌های NP-2 را قادر می‌سازد. پردازندهNP-2، پردازش بسته انعطاف‌پذیر فوق‌العاده ایی را فراهم می‌کند و طراحان سیستم را قادر می‌سازد که در طرح‌های آینده‌شان، از ویژگی‌ها و پروتکل‌های جدید از طریق s/w update پشتیبانی کنند.

## خانواده پردازنده NP-2
خانواده NP-2 شامل دو مدل NP-2s, NP-2e می‌باشد:
۱. NP-2s (Sonet، یک دستگاه ۱۰ گیگابیت اترنت/SONET/SDHاست.
۲. NP-2e (Ethernet، تنها یک دستگاه ۱۰ گیگابیت اترنت است.
هر دو دستگاه از ادغام یک عدد پردازنده شبکه (NPU) مضاعف (duplex) 10 گیگابیتی، موتورهای طبقه‌بندی، مدیران ترافیک، ۱۰پورت اترنت ۱ گیگابیتی، ۱ پورت اترنت ۱۰ گیگابیتی در یک تراشه واحد تشکیل شده‌اند. قیمت پردازنده NP-2s ،۷۹۵$ است و قیمت پردازنده NP-2e ،۵۹۵$ است. همچنین هر دو دستگاه کمترین توان و هزینه برای مترو اترنت و اترنت را علاوه بر SONET/SDH فراهم می‌کنند.

## مقایسه NP-1 , NP-2
- در NP-1 سه مؤلفه پردازش در یک تراشه (chip)قرار داده شده بود که هزینه، توان، تعداد تراشه را تا۸۰٪ کاهش می‌دهد اما در NP-2 هر ۵ مؤلفه پردازش در یک تراشه گنجانده شده‌است.
- Np-2 از همان مدل برنامه‌نویسی NP-1 استفاده کرده‌است.
- الگوهای جستجو ومعماری NP-2 بر پایه TOP CORE، معماری اثبات شده نرم‌افزارهای تولید پردازنده NP-1c می‌باشد با این تفاوت که از نظر تعداد تراشه، هزینه و توان کاهش یافته‌است.

## ویکی پدیا-2
پردازنده NP-2 چندین توابع مختلف را که در حالت نرمال در چندین تراشه جداگانه می‌توان یافت در یک تراشه واحد ادغام می‌سازد. از جمله:
- توان عملیاتی 20-Gigabit
- مدیران ترافیک
- موتورهای جستجو طبقه‌بندی
- ۱۰پورت اترنت 1-Gigabit
- ۱ پورت اترنت 10-Gigabit
- ۲ واسط SPI4.2

## ویژگی‌های پردازش NP-2
پردازنده NP-2 پردازش انعطاف‌پذیر با قابلیت تجزیه بسته، برنامه‌نویسی، طبقه‌بندی، اصلاح و ارسال را دارا می‌باشد. این پردازنده دارای دو مدیر ترافیک است که، ترافیک ورودی و خروجی را با زمان‌بندی سلسله مراتبی مدیریت می‌کنند همچنین دارای موتورهای جستجو یکپارچه‌ای است که نیاز به کمک پردازنده بیرونی را از بین می‌برند. یک مدل پردازش «run to completion» قادر است حمایت از سناریوهای پردازش با هر نوع پیچیدگی را تضمین کند. در پردازش، هر بسته می‌تواند به راحتی جهت پشتیبانی برنامه‌های کاربردی چند بخشی، تکرار شود و هر سرآیند و محتوا بسته، با هر نوع فرمت و سایز قابل پردازش است. پردازش کارها به صورت OFF-LOADING جهت کنترل پردازنده (CPU) انجام می‌شود. پردازش بسته به صورت Wire-speed انجام می‌گیرد و جریان‌ها بر پایه ترکیبی از اطلاعات بسته استخراج شده، طبقه‌بندی می‌شوند. در این پردازنده کنترل پهنای باند مبتنی بر جریان پیشرفته، صورت می‌گیرد.

## عملکرد موتور پردازش
موتورهای پردازش، صف‌های جریان بالای ۶۴ کیلوبایتی را در هر ۵ سطح زمانبندی شده، پشتیبانی می‌کنند به این معنی که آن‌ها می‌توانند در هر ۵ صف به‌طور جداگانه مطابق ۵ مجموعه مختلف از الگوریتم زمانبندی، ترافیک را مدیریت کنند. در هر سطح یک ترکیبی از الگوریتم‌ها را تحمیل می‌کنند شامل:
- اولویت بندی در میان کاربردها، نشست‌ها، جریان‌ها
- شکل دهی leaky bucket به منظور هموارسازی و تعیین مینیمم/ ماکزیمم پهنای باند
- اجتناب از ازدحام WERD

## ذخیره‌سازی توان و هزینه
با توجه به نوع کاربرد پردازنده، با خاموش نگهداشتن یک مدیر ترافیک، می‌توان ذخیره توان و هزینه را افزایش داد. توان مورد انتظار در حدود 15 W است که میزان قابل توجهی است. شرکت سازنده بیان کرده‌است که این میزان با عملیات پردازش half-duplex در ۱۰ گیگابیت و بدون طبقه‌بندی on-chip در حدود نیمی از توان Intel 2800 (30 w) می‌باشد. NP-2 برای جداول مراجعه، داده‌ها، اطلاعات کنترلی و سرشماری و همچنین کمک به افزایش ذخیره‌سازی، از توان کم و حافظه‌های DRAM چگالی بالا استفاده می‌کند. جدول مراجعه ENTRY در DRAM ذخیره می‌شوند تا اتلاف توان و هزینه را کاهش دهند و فضای جدول مراجعه را تا ۲ گیگابایت افزایش دهند.

## عملکرد مدیران ترافیک
- مدیران ترافیک، کیفیت خدمات پیشرفته‌ای با حمایت سرویس DIFFSERV , INTSERV و طیف گسترده‌ای از مکانیزم‌ها شامل: اندازه‌گیری جریان، سیاست گذاری، شکل دهی، اجتناب از ازدحام WERD، زمانبندی سلسله مراتبی WFQ ارائه می‌دهند.
- برای کنترل پهنای باند دقیق، یک مدیر ترافیک مجزا برای هر جریان ترافیک ورودی و خروجی توانایی شکل‌دهی و زمانبندی ترافیک بعد از تکمیل شدن پردازش را فراهم می‌سازد.
- بواسطه مدیریت ترافیک یکپارچه، کیفیت خدمات پیشرفته (Qos) از توافقنامه سطح خدمات (SLA) مبتنی بر جریان را فراهم می‌نماید.

## انواع مدل‌های NP-2
- NP-2/10: مدل با توان عملیاتی ۲۰ گیگابیت با مدیریت ترافیک یکپارچه
- NP-2/10L: مدل با توان عملیاتی ۲۰ گیگابیت بدون مدیریت ترافیک یکپارچه
- NP-2/5: مدل با توان عملیاتی ۱۰ گیگابیت (یا ۵ گیگابیت دوتایی) با مدیریت ترافیک یکپارچه

## ویژگی مدل برنامه‌نویسیNp-2
حافظه فضای کد بزرگ، جهت کاربردهای پیچیده و چندگانه، مدل برنامه‌نویسی تک تصویر بدون برنامه‌نویسی موازی یا چند وظیفه‌ای، به روزرسانی نرم‌افزار سرویس، ترتیب خودکار فریم‌ها و تخصیص منابع از ویژگی‌های مدل برنامه‌نویسی این پردازنده محسوب می‌شود. برای برنامه‌نویسی این پردازنده از زبان برنامه‌نویسی C استفاده می‌شود.
- بواسطه برنامه‌نویسی NP-2 انواع برنامه‌های کاربردی از جمله:
- L2 switching , Q-in-Q , PBT , T-MPLS , VPLS , MPLS , IPV4/IPV6 routing
- امکان سرویس‌های بازی سه‌گانه Triple-play شامل: voice , video, data

## مزایای NP-2
۱. با یکپارچه‌سازی اجزای سازنده لاین کارت در یک تراشه واحد، NP-2 در یک رنج وسیعی از کاربرد شبکه در مرکز داده WAN ,MAN , نشان داده شده‌است.
۲. دو واسط SPI4.2 می‌توانند MACهای یکپارچه را کنار گذاشته و ارتباط انعطاف‌پذیری به سوئیچ فابریک و اترنت یا فریم‌های SONET/SDH بر قرار نمایند.
۳. به ویژه در قسمت هزینه‌های حساس مترو، NP-2 می‌تواند با یکپارچه‌سازی بی‌همتا و غلبه بر غیرقابل برنامه‌ریزی بودن ASIC با انعطاف‌پذیری نامحدود نسبت به دیگر پردازنده‌ها پیروز شود.
۴. MACهای بر روی تراشه ارتباط مستقیم به ۱۰ پورت گیگابیت و یک پورت ۱۰ گیگا بیتی و رفع نیاز به Mac بیرونی را فراهم می‌کنند.
۵. NP-2 ساخت سوئیچ‌ها، روترها، گذرگاه‌هایی که در برنامه‌های کاربردی HIGH-END از جمله فایروال، کشف نفوذ، VPN,Load balancing و همچنین ذخیره‌سازی در یک تراشه به جای ۲۰–۵۰ تراشه (در ساخت محصولات با کاربردی مشابه) را برای سازندگان فراهم ساخته‌اند.